# Włoszakowice
Włoszakowice (niem. Luschwitz) – wieś w Polsce, w województwie wielkopolskim, w powiecie leszczyńskim, siedziba gminy Włoszakowice. Na południowy zachód od miejscowości rozciągają się rozległe kompleksy leśne.

## Historia
Pierwsze wzmianki na temat wsi pojawiają się w 1210 w dokumentach Władysława Odonica. Wtedy wieś nosiła nazwę Zlavosovici, czyli Sławoszowice. W 1401 była własnośnią prywatną. W 1409 został ufundowany kościół. Ta data jest kwestionowana i badacze kierują się ku roku 1580. Drewniany kościół stał jeszcze w 1685. W XV wieku osada została siedzibą rodu Opalińskich, w XVIII wieku przeszła na własność żony króla Stanisława Leszczyńskiego – Katarzyny z Opalińskich, następnie w ręce księcia Aleksandra Józefa Sułkowskiego, a potem od 1782 księcia Anhalt–Dessau, w których posiadaniu była nadal pod koniec XIX wieku. Po wykupieniu w 1919 przez wiedeńskiego bankiera Camillo Castiglioniego zaczął się rabunkowy wyrąb lasów, zahamowany przez odkupienie w 1923 wsi wraz z pałacem przez rząd polski. 21 października 1939, w ramach Operacji Tannenberg, Niemcy zamordowali tu siedmiu wytypowanych wcześniej działaczy patriotycznych z okolic Leszna, których upamiętnia tablica. W latach 1975–1998 miejscowość administracyjnie należała do województwa leszczyńskiego. W 2021 roku Włoszakowice liczyły 3841 mieszkańców.

## Zabytki
- kościół; w latach 1640–1643 z fundacji wojewody poznańskiego Krzysztofa Opalińskiego wybudowany został stojący do dziś kościół pw. Świętej Trójcy[6]. Autorem ołtarza był Sebastian Sala[6]. We wczesnobarokowym kościele, z dwuwieżową fasadą, znajdują się wewnątrz m.in. organy z 1750 r., na których grywał K. Kurpiński, uchodzące za najstarsze w Wielkopolsce – dzieło wrocławskiego mistrza Michaela Engera[9]. Kościół otaczają stare lipy[5]. W rejestrze zabytków ujęto również plebanię z pierwszej połowy XIX w.[10]
- pałac myśliwski; zbudowany w stylu późnobarokowym[6] w latach 1749–1752 według projektu Karola Marcina Frantza dla Aleksandra Józefa Sułkowskiego. Otoczony fosą i pięknym parkiem pałac dawniej zwieńczony był kopułą z obeliskiem, a pod centralnym wnętrzem zachowała się grota z ceramiczną wykładziną ścian. Jest to jeden z wcześniejszych w Wielkopolsce przykładów maison de plaisance (domu przyjemności). Nad wejściem zachował się kamienny herb Sulima ks. Sułkowswskich. W 1848 roku Niemcy rozebrali kopułę stanowiącą nieodzowny akcent budynku. Pod koniec XIX wieku styl pałacu był wzmiankowany z niesmakiem[3]. Po 1919 roku mieściło się w pałacu nadleśnictwo. W latach 1992–93 został przeprowadzony gruntowny remont pałacu, przekształcając i adaptując na potrzeby Urzędu Gminy, które mieści się w obiekcie do dziś[11]. W budynku znajduje się również muzeum kompozytora Karola Kurpińskiego[6].
- park, zabytkowy, ponieważ wpisany na listę zabytków w 1990)[10] liczy 3,13 ha[6] i rośnie w nim okazały platan klonolistny o obwodzie 793 cm[12][5].
- domy szachulcowe przy ul. Kurpińskiego 1 i 2 (oba z pierwszej połowy XIX w.) oraz dom przy ul. Jana Otto z 1910[10], które podlegają ochronie jako zabytki.

Herb Sułkowskich
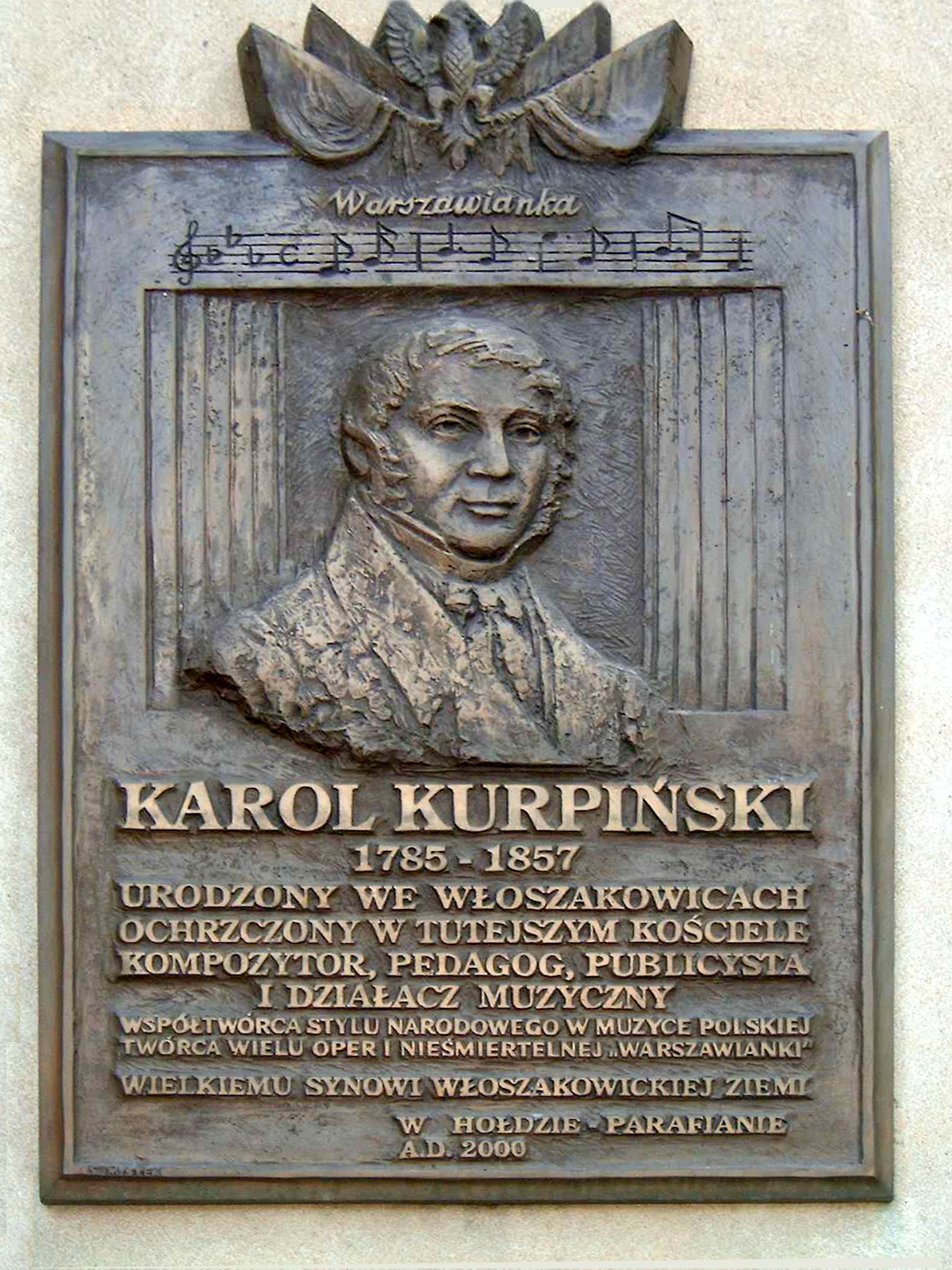
Tablica Karola Kurpińskiego na kościele
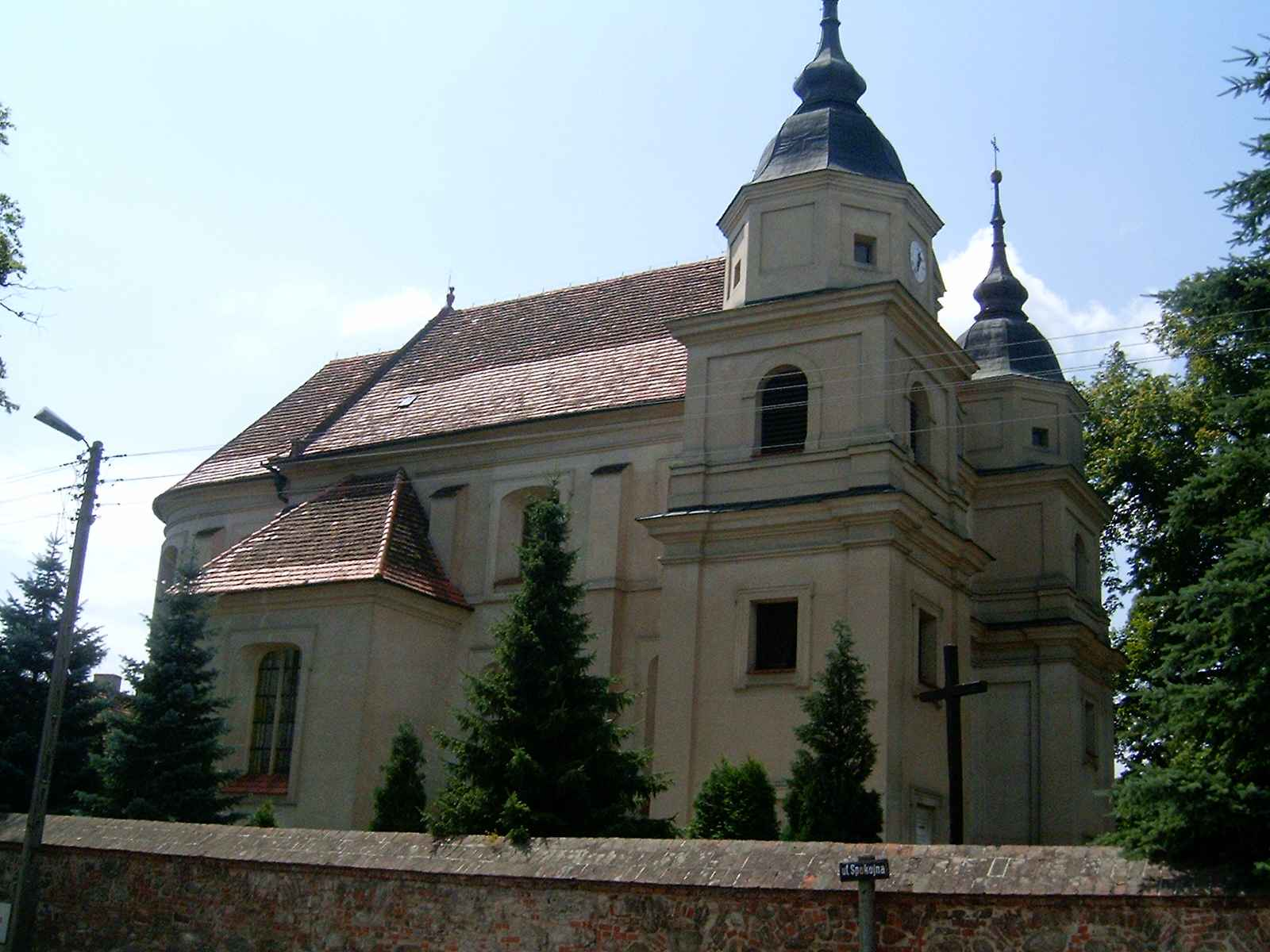
Kościół we Włoszakowicach

## Gospodarka
Na terenie gminy Włoszakowice działa ponad 700 podmiotów gospodarczych, a bezrobocie kształtuje się na niskim poziomie (1,9% wg stanu na koniec 2019 roku).
We Włoszakowicach swój oddział ma Bank Spółdzielczy Włoszakowice z grupy SGB, funkcjonuje urząd pocztowy, istnieje kilka restauracji, kawiarnia i hotel. Podstawowe zaopatrzenie zapewniają markety i stacje benzynowe. Swoją siedzibę ma tutaj również powołane do życia jeszcze przed wojną Nadleśnictwo Włoszakowice, administrujące na ponad 130 km² lasów.
Włoszakowice znane są również z pochodzących z tutejszych ogrodnictw pomidorów oraz innych warzyw i owoców szklarniowych.
Włoszakowice leżą przy regionalnej linii kolejowej Leszno – Zbąszynek (stacja Włoszakowice).

## Osoby związane z Włoszakowicami
We Włoszakowicach urodził się w 1785 znany polski kompozytor i dyrygent – Karol Kurpiński, który był synem miejscowego organisty. Kurpiński został upamiętniony wystawą w miejscowym pałacu oraz pomnikiem autorstwa Leona Dudka z 1975.